# Lycée Chaptal
Il Lycée Chaptal (Liceo Chaptal), ex Collège Chaptal, è una grande scuola secondaria nell'VIII arrondissement di Parigi, intitolata a Jean-Antoine Chaptal, con circa 2.000 alunni. Fu rilevata dal Comune di Parigi nel 1848 dopo che il fondatore incontrò difficoltà finanziarie. Gli alunni dovevano intraprendere una carriera nel commercio o nella produzione. Il curriculum era innovativo per l'epoca, con enfasi sul francese piuttosto che sugli studi classici e sulle lingue e scienze moderne. All'inizio era principalmente un collegio maschile, ma ora è una scuola diurna co-educativa. Gli edifici attuali furono completati nel 1876. Alunni degni di nota includono Alfred Dreyfus, André Breton, Jean Anouilh, Daniel Hechter e Nicolas Sarkozy.

## Vecchi studenti
- Cyril Abiteboul, un ingegnere e dirigente d'azienda francese
- Dove Attia, un produttore discografico e sceneggiatore tunisino naturalizzato francese
- Michel Lang, un regista e sceneggiatore francese